# Benidorm Club de Fútbol
Benidorm Club de Fútbol foi um clube de futebol espanhol, da cidade de Benidorm (província de Alicante), na Comunidade Valenciana.
Fundado em 1964, mandava seus jogos no Estadio Municipal Guillermo Amor (antigo Municipal de Foieres), cuja capacidade é de 6 mil lugares. O estádio recebeu o nome atual em homenagem a Guillermo Amor, ex-jogador do Barcelona e da Seleção Espanhola nos anos 90 - foi um pedido do próprio, que é natural de Benidorm.
Em 22 de julho de 2011, o clube teve sua dissolução oficializada em decorrência de problemas salariais com seus jogadores.